# Margaret Whiting
Margaret Whiting (Detroit, 22 de julio de 1924 - Englewood, Nueva Jersey, 10 de enero de 2011) fue una cantante estadounidense de big band y de pop tradicional; su sentido de la improvisación y del swing la aproximaron en ocasiones al ámbito del jazz.
Margaret Whiting fue una de las cantantes que dominaron la escena musical pop estadounidense de los años cuarenta y cincuenta. La cualidades distintivas de su voz, clara y con un punto de inocencia, son especialmente reconocibles en su interpretación de baladas como "It Might As Well Be Spring" y "Moonlight in Vermont".

## Biografía
Whiting nació en Detroit. Su familia se trasladó a Los Ángeles en 1929, cuando ella tenía cinco años. Su padre, Richard A. Whiting, era compositor de canciones populares, como las clásicas «Hooray for Hollywood», «Ain't We Got Fun?» y «On the Good Ship Lollipop». Su hermana, Barbara Whiting, era actriz (Junior Miss, Beware, My Lovely) y cantante.
Una tía, Margaret Young, fue cantante y artista de grabación popular en la década de 1920. A los siete años cantó para el cantante y letrista Johnny Mercer, con quien su padre había colaborado en algunas canciones populares, como «Too Marvelous for Words». En 1942, Mercer cofundó Capitol Records y firmó con Margaret uno de los primeros contratos discográficos de Capitol.
Consiguió tres grandes éxitos en 1948 con Now Is the Hour, A Tree in the Meadow y Far Away Places y con Jimmy Wakely en 1949 con Slippin' Around. Ambos cantantes formaron un exitoso dúo durante años. A principios de los setenta apareció otra vez en primera línea en una gira con los conjuntos de Bob Crosby y otros.

## Trayectoria
Su carrera de éxitos comenzó a principios de los 40 cuando actuó en espectáculos radiofónicos, cantando con el vocalista y compositor Johnny Mercer. Fue más tarde una destacada vocalistas en las orquestas de Freddie Slack, Billy Butterfield y Paul Weston.

### Carrera discográfica
En 1944, su versión de «Moonlight in Vermont», con la orquesta de Billy Butterfield, vendió más de un millón de copias y recibió un disco de oro de la RIAA. Otras grabaciones suyas fueron «That Old Black Magic», con Freddie Slack y su orquesta (1942) y «It Might as Well Be Spring», con Paul Weston y su orquesta (1945).
En 1945, Whiting empezó a grabar con su propio nombre. "A Tree in the Meadow"fue número uno en el verano de 1948, y su dúo con la estrella de la música country Jimmy Wakely, “Slippin” Around», fue otro número uno en 1949. Vendió 1,75 millones de copias, y Whiting recibió el título de «Reina de los Jukeboxes».
Hasta mediados de la década de 1950 Whiting siguió grabando para Capitol, pero como dejó de grabar canciones de éxito, se cambió a Dot Records en 1957 y a Verve Records en 1960. Whiting volvió a Capitol a principios de la década de 1960 y luego firmó con London Records en 1966. Con London, Whiting consiguió un último gran éxito en 1966, «The Wheel of Hurt», que alcanzó el número 1 en la lista de sencillos Easy Listening. Sus últimos álbumes en solitario fueron para Audiophile (1980, 1982, 1985) y DRG Records (1991). Entre sus distinguidos directores y arreglistas musicales a lo largo de los años se encuentran Buddy Bregman, Frank De Vol, Russell Garcia, Johnny Mandel, Billy May, Marty Paich, Nelson Riddle, Pete Rugolo y Paul Weston.

### Carrera radiofónica
Whiting coprotagonizó los programas musicales de 15 minutos The Jack Smith Show y Club Fifteen. También fue vocalista en The Eddie Cantor Show y formó parte del elenco de The Philip Morris Follies de 1946 y The Railroad Hour. Además, fue presentadora en Spotlight Revue y cantante en el transcrito Barry Wood Show. También interpretó el papel de una joven Sophie Tucker en la presentación de «No Time For Heartaches» en CBS Radio Workshop el 13 de enero de 1957.

### Carrera televisiva
Margaret y Barbara Whiting protagonizaron la comedia de situación Those Whiting Girls. El programa, producido por Desilu Productions, se emitió en la CBS como serie de reemplazo de verano (en lugar de I Love Lucy) entre julio de 1955 y septiembre de 1957.
Margaret Whiting fue invitada habitual en programas de variedades y programas de entrevistas a lo largo de las décadas de 1950, 1960 y 1970, incluido Faye Emerson's Wonderful Town, cuando la serie musical se centraba en la ciudad natal de Whiting, Detroit; The Big Record, The Bob Hope Show, The Colgate Comedy Hour, The Tony Martin Show, The David Frost Show, The Ed Sullivan Show, The George Jessel Show, The Guy Mitchell Show, The Jonathan Winters Show, The Merv Griffin Show, The Mike Douglas Show, The Nat King Cole Show, Over Easy, The Pat Boone Chevy Showroom, The Patti Page Show, The Red Skelton Hour, The Steve Allen Show, The Ford Show Starring Tennessee Ernie Ford, The Texaco Star Theater, The Tonight Show Starring Johnny Carson, The Virginia Graham Show y The Voice of Firestone.
En 1960, Whiting apareció como Vinnie Berkeley en uno de los últimos episodios, «Martial Law», de la serie del oeste de ABC/Warner Bros., Colt .45. Paul Picerni actuó en el mismo segmento como Duke Blaine.
En 1984, Whiting apareció en la película musical para televisión Taking My Turn. Se trataba básicamente de una versión filmada del espectáculo off-Broadway de 1983 en el que actuó. En este espectáculo también actuaban Marni Nixon, Tiger Haynes y Cissy Houston, entre otros. La música fue compuesta por Gary William Friedman con letra de Will Holt. La revista se centraba en temas relacionados con el envejecimiento. La producción teatral se estrenó en el Entermedia Theatre de Nueva York el 9 de junio de 1983. En 1984 ganó el premio Outer Critic's Circle a la mejor letra/música y fue nominada al premio Drama Desk al mejor musical (perdiendo frente a Sunday In the Park With George, de Stephen Sondheim). Se publicó una grabación del reparto de la producción teatral, que posteriormente se reeditó en CD.
En la década de 2000, Whiting fue entrevistada en varios documentales sobre cantantes y compositores de su época, como Judy Garland: By Myself (2004), Fever: The Music of Peggy Lee (2004), Anita O'Day: The Life of a Jazz Singer (2007), Johnny Mercer: The Dream's on Me (2009), The Andrews Sisters: Queens of the Music Machines (2009) y Michael Feinstein's American Songbook (2010).

### Maestra de Cabaret
De 1989 a 2001, Whiting fue la Directora Artística de la Conferencia anual de Cabaret e Interpretación en el Eugene O'Neill Theater Center de Waterford Connecticut. Junto a otras intérpretes como Julie Wilson y Anne Francine, así como directores musicales como Tex Arnold, pasó 10 días instruyendo a profesionales y aficionados seleccionados en el proceso de interpretación de cabaret.

## Vida privada
Whiting se casó cuatro veces y tuvo un hijo:
- Hubbell Robinson Jr., escritor, productor y ejecutivo de televisión (casado el 29 de diciembre de 1948 - divorciado el 18 de agosto de 1949).
- Lou Busch, pianista de ragtime conocido como «Joe “Fingers” Carr» (divorciado; una hija, Deborah, nacida en 1950)
- John Richard Moore, fundador de Panavision (casado en 1958 - divorciado)
- Jack Wrangler (John Stillman), actor de cine pornográfico gay de los años 70 y 80 (casado en 1994, cuando Whiting tenía 70 años y él 48 - hasta su muerte por enfisema el 7 de abril de 2009)

## Fallecimiento
Whiting falleció el 10 de enero de 2011, a los 86 años, por causas naturales en el Lillian Booth Actors Home de Englewood, Nueva Jersey.

## Discografía

### Álbumes
| Año  | Título                                           | US POP LPs | Sello discográfico |
| ---- | ------------------------------------------------ | ---------- | ------------------ |
| 1950 | Margaret Whiting Sings Rodgers and Hart          |            | Capitol            |
| 1954 | Love Songs by Margaret Whiting                   |            | Capitol            |
| 1956 | Margaret Whiting Sings for the Starry-Eyed       |            | Capitol            |
| 1957 | Goin' Places                                     |            | Dot                |
| 1958 | Margaret                                         |            | Dot                |
| 1959 | Margaret Whiting's Great Hits                    |            | Dot                |
| 1959 | Ten Top Hits                                     |            |                    |
| 1960 | Just a Dream                                     |            |                    |
| 1960 | Margaret Whiting Sings the Jerome Kern Song Book |            | Verve              |
| 1960 | Broadway Right Now (with Mel Tormé)              |            | Verve              |
| 1961 | Past Midnight                                    |            | MGM                |
| 1967 | The Wheel of Hurt                                | 109        | London             |
| 1967 | Maggie Isn't Margaret Anymore                    |            | London             |
| 1982 | Come a Little Closer                             |            | Audiophile         |
| 1985 | The Lady's in Love with You                      |            | Audiophile         |

### Sencillos
| Año  | Título                                            | Artista acompañante               | Tabla de posiciones | Tabla de posiciones | Tabla de posiciones |
| Año  | Título                                            | Artista acompañante               | Pop                 | Country             | AC                  |
| ---- | ------------------------------------------------- | --------------------------------- | ------------------- | ------------------- | ------------------- |
| 1942 | "That Old Black Magic"                            | Freddie Slack & His Orchestra     | 10                  | -                   | -                   |
| 1943 | "My Ideal"                                        | Billy Butterfield & His Orchestra | 12                  | -                   | -                   |
| 1944 | "Silver Wings In the Moonlight"                   | Freddie Slack & His Orchestra     | 19                  | -                   | -                   |
| 1945 | "Moonlight In Vermont"                            | Billy Butterfield & His Orchestra | 15                  | -                   | -                   |
| 1945 | "It Might as Well Be Spring"                      | Paul Weston & His Orchestra       | 6                   | -                   | -                   |
| 1946 | "All Through the Day"                             | -                                 | 11                  | -                   | -                   |
| 1946 | "In Love In Vain"                                 | -                                 | 12                  | -                   | -                   |
| 1946 | "Come Rain or Come Shine"                         | -                                 | 17                  | -                   | -                   |
| 1946 | "Along With Me"                                   | -                                 | 13                  | -                   | -                   |
| 1946 | "Passe"                                           | -                                 | 12                  | -                   | -                   |
| 1946 | "Guilty"                                          | -                                 | 4                   | -                   | -                   |
| 1946 | "Oh, But I Do"                                    | -                                 | 7                   | -                   | -                   |
| 1947 | "Beware My Heart"                                 | -                                 | 21                  | -                   | -                   |
| 1947 | "Old Devil Moon"                                  | -                                 | 11                  | -                   | -                   |
| 1947 | "Ask Anyone Who Knows"                            | -                                 | 21                  | -                   | -                   |
| 1947 | "Little Girl Blue"                                | -                                 | 25                  | -                   | -                   |
| 1947 | "You Do"                                          | -                                 | 5                   | -                   | -                   |
| 1947 | "Lazy Countryside"                                | -                                 | 21                  | -                   | -                   |
| 1947 | "Pass That Peace Pipe"                            | -                                 | 8                   | -                   | -                   |
| 1948 | "Let's Be Sweethearts Again"                      | -                                 | 22                  | -                   | -                   |
| 1948 | "But Beautiful"                                   | -                                 | 21                  | -                   | -                   |
| 1948 | "Now is the Hour"                                 | -                                 | 2                   | -                   | -                   |
| 1948 | "What's Good About Goodbye"                       | -                                 | 29                  | -                   | -                   |
| 1948 | "Please Don't Kiss Me"                            | -                                 | 23                  | -                   | -                   |
| 1948 | "A Tree in the Meadow"                            | -                                 | 1                   | -                   | -                   |
| 1948 | "Far Away Places"                                 | -                                 | 2                   | -                   | -                   |
| 1949 | "Forever and Ever"                                | -                                 | 5                   | -                   | -                   |
| 1949 | "A Wonderful Guy"                                 | -                                 | 12                  | -                   | -                   |
| 1949 | "Baby, It's Cold Outside"                         | Johnny Mercer                     | 3                   | -                   | -                   |
| 1949 | "Slippin' Around"                                 | Jimmy Wakely                      | 1                   | 1                   | -                   |
| 1949 | "Wedding Bells"                                   | Jimmy Wakely                      | 30                  | 6                   | -                   |
| 1949 | "Dime a Dozen                                     | -                                 | 19                  | -                   | -                   |
| 1949 | "I'll Never Slip Around Again"                    | Jimmy Wakely                      | 8                   | 2                   | -                   |
| 1950 | "Broken Down Merry Go Round"                      | Jimmy Wakely                      | 12                  | 2                   | -                   |
| 1950 | "The Gods Were Angry With Me"                     | Jimmy Wakely                      | 6                   | 3                   | -                   |
| 1950 | "I Said My Pajamas (and Put on My Prayers)"       | Frank De Vol                      | 21                  | -                   | -                   |
| 1950 | "Let's Go to Church (Next Sunday Morning)"        | Jimmy Wakely                      | 13                  | 2                   | -                   |
| 1950 | "My Foolish Heart"                                | -                                 | 17                  | -                   | -                   |
| 1950 | "Blind Date"                                      | Bob Hope                          | 16                  | -                   | -                   |
| 1950 | "A Bushel and a Peck"                             | Jimmy Wakely                      | 6                   | 6                   | -                   |
| 1951 | "When You and I Were Young, Maggie, Blues"        | Jimmy Wakely                      | 20                  | 7                   | -                   |
| 1951 | "Good Morning, Mr. Echo"                          | -                                 | 14                  | -                   | -                   |
| 1951 | "I Don't Want to Be Free"                         | Jimmy Wakely                      | -                   | 5                   | -                   |
| 1952 | "I'll Walk Alone"                                 | -                                 | 29                  | -                   | -                   |
| 1952 | "Outside of Heaven"                               | -                                 | 22                  | -                   | -                   |
| 1953 | "Why Don't You Believe Me?"                       | -                                 | 29                  | -                   | -                   |
| 1954 | "Moonlight In Vermont" nueva versión              | -                                 | 29                  | -                   | -                   |
| 1956 | "The Money Tree"                                  | -                                 | 20                  | -                   | -                   |
| 1958 | "I Can't Help It (If I'm Still In Love With You)" | -                                 | 74                  | -                   | -                   |
| 1966 | "Somewhere There's Love"                          | -                                 | -                   | -                   | 29                  |
| 1966 | "The Wheel of Hurt"                               | -                                 | 26                  | -                   | 1                   |
| 1967 | "Just Like a Man"                                 | -                                 | 132                 | -                   | 29                  |
| 1967 | "Only Love Can Break a Heart"                     | -                                 | 96                  | -                   | 4                   |
| 1967 | "I Almost Called Your Name"                       | -                                 | 108                 | -                   | 4                   |
| 1968 | "I Hate to See Me Go"                             | -                                 | 127                 | -                   | 27                  |
| 1968 | "It Keeps Right On a Hurtin'"                     | -                                 | 115                 | -                   | 28                  |
| 1968 | "Faithfully"                                      | -                                 | 117                 | -                   | 19                  |
| 1968 | "Can't Get You Out of My Mind"                    | -                                 | 124                 | -                   | 11                  |
| 1969 | "Where Was I"                                     | -                                 | -                   | -                   | 24                  |
| 1970 | "(Z Theme) Life Goes On"                          | -                                 | -                   | -                   | 14                  |
| 1970 | "Until It's Time For You to Go"                   | -                                 | -                   | -                   | 32                  |